# Bambrzy
Bambrzy, Bambry (niem. Posener Bamberger, potocznie też Gelbfuss, w języku dolnoniemieckim Jeiafout) – Polacy pochodzenia niemieckiego, potomkowie osadników przybyłych z okolic Bambergu (Frankonia), którzy w latach 1719–1753 zostali sprowadzeni przez władze Poznania, aby zasiedlić opuszczone wsie, które zostały zniszczone podczas wojny północnej i będącej jej skutkiem epidemii dżumy. Z ideą tą wystąpił najprawdopodobniej biskup Krzysztof Antoni Szembek lub jego poprzednik – Michał Bartłomiej Tarło. Oni to, w czasie pobytu w południowej Frankonii, zauważyli, że pomimo wysoko postawionej kultury rolnej wielu tamtejszych chłopów żyje w ubóstwie. Był to wynik zakazu podziału gospodarstw pomiędzy dzieci. Jedynym warunkiem dla osadników było (zgodnie z nakazem króla, Augusta II Mocnego z 1710 dotyczącego wszystkich cudzoziemców osiedlających się w Polsce) wyznanie rzymskokatolickie.

## Historia

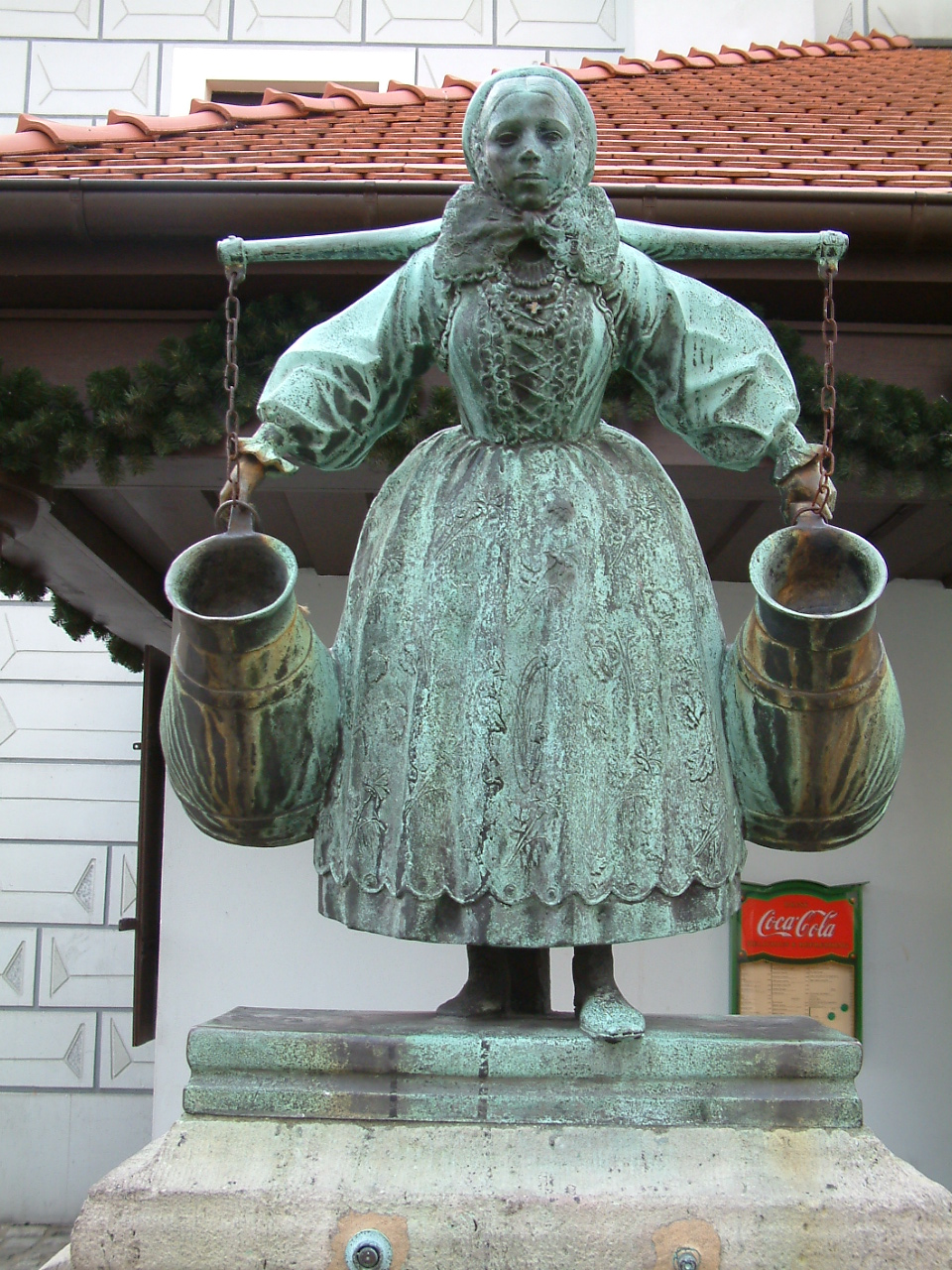
W rzeczywistości strój „Bamberki” to suknia z okolic Czarnkowa

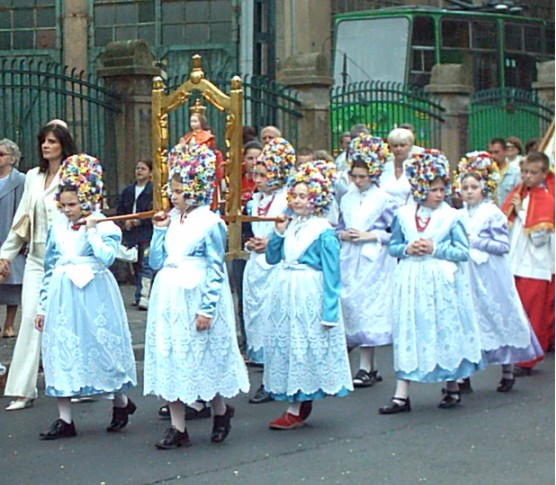
Bamberki podczas procesji Bożego Ciała na Jeżycach

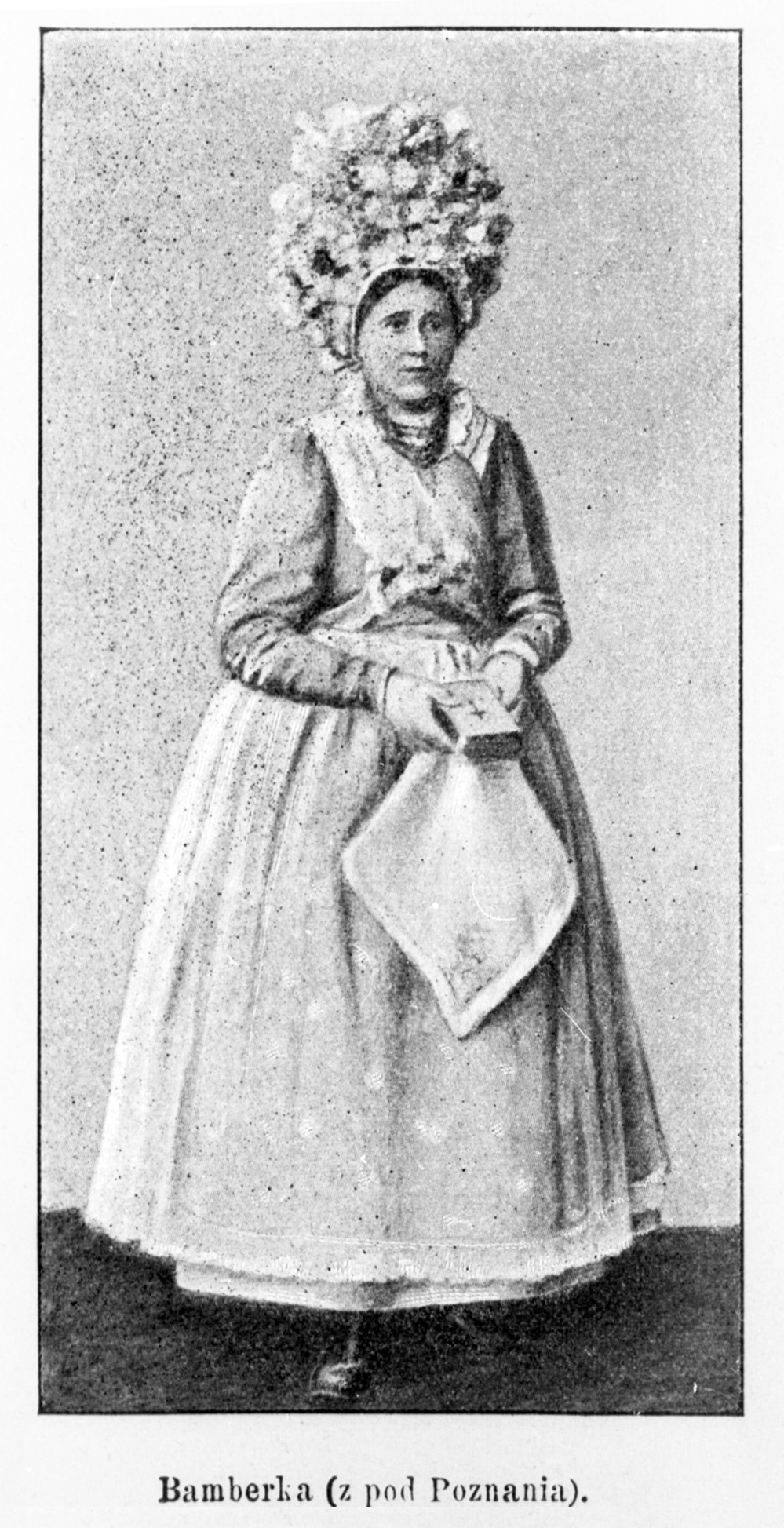
Bamberka w stroju odświętnym

Osadnicy przybywali w kilku falach osiedlając się:
- 1719 – w Luboniu (1 sierpnia)
- 1730 – w Dębcu i Boninie
- 1746–1747 – w Ratajach i Wildzie
- 1750–1753 – w Jeżycach i Górczynie

Osadnicy przybyli nie tylko z okolic samego Bambergu, ale także z innych regionów Starej Rzeszy. W początkowym okresie, ze względu na język i warunki zasiedlenia, wszystkich osadników zwano bambrami. W wieku XIX mianem tym określano wszystkich, niezależnie od pochodzenia, mieszkańców wsi, w okresie międzywojennym „bamber” oznaczał dobrego, bogatego gospodarza. Po II wojnie światowej słowo to zmieniło swój wydźwięk na pejoratywny.
Ogółem liczba osadników wynosiła ok. 450–500 osób – na podstawie zachowanych kontraktów, natomiast późniejsze dokumenty sugerują przybycie osadników niemieckich między czterema falami, stąd dokładniejsza liczba przybyłych szacowana jest na 900 osób.
Oskar Kolberg tak pisał o bambrach:
Wsie zatem Winiary, Wilda, Dębiec, Rataje, Zegrze, zamieszkuje lud zwany Bambrami; lud w większości niemiecki, w mniejszej (np. na Żegrzu) polski lub wpół-polski, w Poznaniu dobrze znany, bo zaopatrujący miasto to (podobnie jak w Krakowie Ogrodnicy) w potrzebne mu wiktuały w dzień targowy (na wiosnę nawet codziennie), jakkolwiek na targach tych i czysto-polska, z dalszych wsi przybyła, ukazuje się ludność. (…) Nastrzępiony ów ubiór, zwłaszcza kobiet (Bamberek) na pierwszy rzut oka wyróżnia Bambrów od innej ludności. Bambry (…) przybyli tutaj sprowadzeni jako osadnicy w różnych epokach, w części po spustoszeniu kraju przez Szwedów (1656) i grassującem w r. 1710 powietrzu, a głównie (bo całemi rodzinami) około roku 1740–90. Przynieśli ze sobą obyczaj i język południowo-niemiecki.
Nowi przybysze uzyskali od miasta bardzo korzystne warunki: gospodarkę czynszową (polskich chłopów obowiązywała w tym czasie pańszczyzna), drewno na budowę domów, ziarno na zasiew i kilkuletnie zwolnienie z czynszu. Te same warunki, kilkanaście lat później, rozszerzono na nielicznych polskich rolników.
Stosunkowo szybkiej polonizacji sprzyjała wspólna z rdzennymi mieszkańcami wiara i małżeństwa mieszane. O tym zjawisku najlepiej świadczy fakt, że w końcu XIX wieku wśród katolickich mieszkańców wsi należących do miasta Poznania nie było ani jednej osoby deklarującej narodowość niemiecką.
Decyzją Rady Miasta Poznania ustanowiono Rok Bambrów Poznańskich w 2019 roku.

## Strój bamberski
Kobiecy strój bamberski ukształtował się w okresie XIX wieku w Poznaniu ze skrzyżowania cech strojów frankońskich, łużyckich, lubuskich, wielkopolskich, a także biedermeieru. Charakterystycznym i najbardziej rozpoznawalnym elementem kobiecego stroju jest kornet kwiatowy zdobiony kwiatkami, piórkami i szkiełkami. Pierwotnie był zarezerwowany wyłącznie dla panien. Jego waga mogła dochodzić do 3 kg.

## Towarzystwo Bambrów Poznańskich
W 1993 roku powstało Koło Bambrów Poznańskich przy Towarzystwie Miłośników Miasta Poznania. W 1996 roku powołano osobne Towarzystwo.
Do celów statutowych TBP należą m.in.: zachowanie i kultywowanie polskiej tradycji patriotycznej Bambrów Poznańskich, wyszukiwanie, konserwowanie i ochrona zabytków bamberskich, upowszechnianie wiedzy o osadnikach spod Bambergu.
Towarzystwo Bambrów Poznańskich od 1997 r. organizuje Święto Bamberskie w Poznaniu w pierwszą sobotę sierpnia, jako upamiętnienie jednego z pierwszych zachowanych kontraktów (1 sierpnia 1719 r.) nadania ziemi przez władze miasta Poznania osadnikom spod Bambergu w ówczesnej wsi Luboń (dziś: miasto Luboń).

## Muzeum Bambrów Poznańskich
Muzeum Bambrów Poznańskich otwarto w listopadzie 2003 r. dzięki staraniom prof. dr hab. Marii Paradowskiej i Towarzystwa Bambrów Poznańskich.
Muzeum gromadzi przedmioty związane z życiem codziennym Poznańskich Bambrów, pamiątki rodzinne (zdjęcia, dokumenty pisane, drobiazgi mające wartość sentymentalną i historyczną). Ekspozycja prezentuje zrekonstruowany dom bamberski z przełomu XIX/XX w., w którym zgromadzone są przedmioty związane z życiem codziennym Bambrów, narzędzia rolnicze, części garderoby kobiecej poznańskich Bamberek, fotografie, świadectwa chrztów, ślubów, zgonów, odznaczenia i medale, a także cenne obiekty zabytkowe, m.in. czepek chrzcielny z przełomu XVII i XVIII wieku, przywieziony przez protoplastę rodu Schneiderów z Bambergu.  
Budynek muzeum znajduje się na ul. Mostowej 7/9 w Poznaniu i jest siedzibą Towarzystwa Bambrów Poznańskich – które jest jego właścicielem sprawuje opiekę nad placówką.  

## Badaczki tematyki bamberskiej
- dr hab. prof. UAM Anna Weronika Brzezińska
- prof. dr hab. Maria Paradowska
- dr Magdalena Mrugalska-Banaszak
- dr hab. Joanna Minksztym
- dr Agnieszka Szczepaniak-Kroll

## Literatura
- Maja Rausch, Bambrowanka, Poznań: Wydawnictwo Miejskie Posnania, 2019
- Anna Plenzler, Śladami Bambrów, Poznań: Wydawnictwo Miejskie Posnania, 2019
- Bambrzy, „Kronika Miasta Poznania”, nr 2/2019, Poznań: Wydawnictwo Miejskie Posnania
- Florian Jan Zygmunt Jernas, Przygody koziołka i bamberki. Ucieszna opowieść o koziołku z Ratusza poznańskiego do czytania i kolorowania, il. Urszula Taraszka, Poznań: Muzeum Narodowe w Poznaniu, 2019
- Joanna Minksztym, Strój bamberski, red. nauk. zesz. A. W. Brzezińska, seria: „Atlas Polskich Strojów Ludowych”, t. 47, cz. II Wielkopolska, z. 6, Wrocław: Polskie Towarzystwo Ludoznawcze 2015
- Magdalena Mrugalska-Banaszak, 300 lat razem. Poznańscy Bambrzy, Poznań: Wydawnictwo Miejskie Posnania, 2019
- Maria Paradowska, Poznań. Zabytki bamberskie, Poznań: Wydawnictwo Miejskie, 2002
- Maria Paradowska, O historii Bambrów inaczej, Wydawnictwo Miejskie, Poznań: staraniem Towarzystwa Bambrów Poznańskich, 2003, ISBN 83-89525-00-3
- Maria Paradowska, Poznań. Bamberger Spuren. Stadtführer, Poznań: Wydawnictwo Miejskie, 2002, ISBN 83-87847-77-1
- Maja Rausch, Przez zmierzchy i świty. Saga bamberska, Poznań: Wydawnictwo Miejskie Posnania, 2019
- Aneta Skibińska (red.), Ty Bambrze!, Poznań: Muzeum Narodowe w Poznaniu, 2019
- Agnieszka Szczepaniak-Kroll, Tożsamość poznańskich rodzin pochodzenia niemieckiego. Losy Bajerleinów i Dittrichów (XVIII–XX w.), Poznań: Wydawnictwo Poznańskie, 2010